# Asterix – bautastenssmällen
Asterix – bautastenssmällen, (fr: Astérix et le Coup du menhir) är en fransk animerad film från 1989. Filmen är den sjätte i ordningen om Asterix och är baserad på seriealbumen Tvekampen och Asterix och spåmannen.

## Handling
Romarna försöker tillfångata Miraculix för att gallerna inte ska få tillgång till mer trolldryck. Obelix kastar en bautasten mot romarna i ett försök att rädda Miraculix, men som istället träffar honom. Olyckan orsakar honom minnesförlust och gör honom spritt språngande galen. Asterix och Obelix bäddar ner honom i sängen och hoppas på att vila ska få honom att bli bättre. En storm sveper in över byn och gallerna tar skydd inomhus. En mystisk figur, som säger sig vara spåman, stiger på och ber om att få stanna tills stormen har gått över. Han förutspår ett stort slagsmål och att det kommer solsken efter regnet, vilket också slår in. Men Asterix är inte övertygad och tror att spåmannen är en bluff. Efter att spåmannen gett sig av försöker Asterix, Obelix och Majestix få Miraculix att minnas receptet till trolldrycken innan romarna gör ett nytt anfall.

## Rollista (i urval)
Denna lista visar en filmdubbning som gick på bio 1991 och som även finns utgiven på VHS och DVD, och en ljudboksversion med flera delar ur filmen från 1989 som gavs ut på kassettband samma år. Denna inspelning är inte filmversionen, utan en nyinspelad version speciellt för ljudboksformat.
| Roll               | Originalröst                                  | Svensk röst (1991) | Svensk ljudbok (1989) |
| Asterix            | Roger Carel                                   | Bert-Åke Varg      | Bert-Åke Varg         |
| Obelix             | Pierre Tornade                                | Ulf Larsson        | Ulf Larsson           |
| Miraculix          | Henri Labussière                              | Åke Lindström      | Lars Hansson          |
| Majestix           | Henri Poirier                                 | Åke Lindström      | Lars Lind             |
| Prolix (spåmannen) | Julien Guiomar                                | Johan Hedenberg    |                       |
| Mimine             | Marie-Anne Chazel                             | Louise Raeder      | Elisabeth Nordkvist   |
| Troubadix          | Edgar Givry (tal) Jean-Jacques Cramier (sång) | Johan Hedenberg    | Lars Hansson          |
| Centurion          | Roger Lumont                                  | Peter Harryson     | Lars Lind             |